# Patricia Gutiérrez
Patricia Lorena Gutiérrez Fernández (15 tháng 10 năm 1983) là một chính trị gia và nhà hoạt động người Venezuela hiện đang là thị trưởng của San Cristóbal. Cô là vợ của nhà lãnh đạo Đảng Dân ý Daniel Ceballos.

## Tiểu sử
Gutiérrez được sinh ra tại địa phương Tierra Negra, là một trong bốn đứa trẻ. Cô kết hôn với Daniel Ceballos vào ngày 12 tháng 10 năm 2007  Cô học tiểu học tại trường La Epifanía ở Zulia và sau đó cùng gia đình chuyển đến Táchira, lấy bằng tốt nghiệp tiểu học tại trường Cervantes. Cô tốt nghiệp kỹ sư công nghiệp tại Đại học Thực nghiệm Táchira.
Patricia bắt đầu sự nghiệp chính trị của mình là một thành viên của phong trào Justicia Universitaria, một tổ chức sinh viên của Justice First. Cô đã dẫn đầu một số biểu hiện ở Venezuela, có bài phát biểu bế mạc về một cuộc tuần hành của phụ nữ diễn ra tại San Cristóbal vào ngày 26 tháng 2 năm 2014, được tổ chức trên toàn quốc bởi María Corina Machado và Lilian Tintori.
Sau khi chồng bà giữ chức thị trưởng San Cristóbal, bị Tòa án Công lý Tối cao thu hồi do các sự kiện diễn ra trong các cuộc biểu tình ở Venezuela năm 2014, bà quyết định tự xưng là Thị trưởng thành phố. Cô được bầu với 73,2% số phiếu.